# Frolois (Meurthe-et-Moselle)
Frolois is een gemeente in het Franse departement Meurthe-et-Moselle in de regio Grand Est en telt 560 inwoners (1999).
De gemeente maakt deel uit van het arrondissement Nancy en sinds 22 maart 2015 van kanton Neuves-Maisons. Voor 22 maart 2015 hoorde het bij het kanton Vézelise, dat op die dag opgeheven werd.

## Geografie
De oppervlakte van Frolois bedraagt 9,5 km², de bevolkingsdichtheid is 58,9 inwoners per km².
De onderstaande kaart toont de ligging van Frolois (Meurthe-et-Moselle) met de belangrijkste infrastructuur en aangrenzende gemeenten.

## Demografie
De figuur toont het verloop van het inwonertal (bron: INSEE-tellingen).